# Emergency: Quantum Leap
Emergency: Quantum Leap — Единственный мини-альбом южнокорейского проектного бой-бенда X1, сформированной в 2019 году через шоу на выживание Produce X 1. Альбом был выпущен в цифровом и физическом виде 27 августа 2019 года компанией Swing Entertainment.

## Предпосылки и релиз
X1 был сформированы через реалити-шоу Product X 101, четвертый сезон серии конкурсных шоу от Mnet Product 101. С завершением шоу в июле 2019 года лейбл группы Swing Entertainment объявил, что X1 официально дебютирует 27 августа 2019 года.
Дебютный мини-альбом под названием Emergency: Quantum Leap был анонсирован 1 августа. Концептуальные изображения с участием каждого из участников были выпущены с 9 по 19 августа.
19 августа был раскрыт трек-лист, X1 записали собственные версии песен «X1-MA», «U Got It» и «Move» от Product X 101, кроме того, в альбом вошли также 4 новые песни, интро «Stand Up», заглавный трек «Flash», составленный Score, Megatone и Onestar (Monotree), «You're the Prettiest When You Smile» и «It's Okay».
Полный мини-альбом и музыкальное видео для «Flash» были выпущены 27 августа 2019 года.

## Промоушен
До своего дебюта группа начала свой промоушен через свое реалити-шоу X1 Flash, премьера которого состоялась 22 августа 2019 года на кабельном канале Mnet. Шоу будет показывать участников, как они готовятся к своему дебюту.
Группа дебютировала 27 августа 2019 года с дебютным шоукейсом в Gocheok Sky Dome.
Группа впервые выступила на музыкальном шоу на M! Countdown 29 августа 2019 года. Они выиграли свой первый музыкальный трофей на The Show 3 сентября.

## Трек-лист
| №  | Название                                                                          | Текст песни                           | Музыка                                           | Arrangement                           | Длительность |
| -- | --------------------------------------------------------------------------------- | ------------------------------------- | ------------------------------------------------ | ------------------------------------- | ------------ |
| 1. | «Stand Up» (Intro)                                                                | Hwang Hyun (Monotree), Park Cheol-eun | Hwang Hyun (Monotree)                            | Hwang Hyun (Monotree), Park Cheol-eun | 2:12         |
| 2. | «Flash» (stylized as FLAϟH)                                                       | Score, Megatone, Onestar (Monotree)   | Score, Megatone, Onestar (Monotree), 88247       | Score, Megatone, Onestar (Monotree)   | 3:33         |
| 3. | «Like Always» (웃을 때 제일 예뻐 (Eng. Lit. You're the Prettiest When You Smile)) | Jeong Ho-hyun (e.one)                 | Jeong Ho-hyun (e.one), Uno Buckx                 | Jeong Ho-hyun (e.one)                 | 3:26         |
| 4. | «I'm Here for You» (괜찮아요 (Eng. Lit. It's Okay))                               | Score, Megatone, Door                 | Score, Megatone, Door, J.Rise                    | Score, Megatone                       | 4:42         |
| 5. | «U Got It» (X1 version)                                                           | Kiggen                                | Noheul, Sean Alexander, Drew Ryan Scott, Eginius | Noheul                                | 3:10         |
| 6. | «Move» (움직여; X1 version) (prod. Zico)                                          | Zico                                  | Zico, Poptime                                    | Zico, Poptime                         | 3:07         |

| №                   | Название                   | Текст песни         | Музыка                                                  | Arrangement                                             | Длительность |
| ------------------- | -------------------------- | ------------------- | ------------------------------------------------------- | ------------------------------------------------------- | ------------ |
| 7.                  | «X1-MA» (지마; X1 version) | Produce X 101       | Fredrik `Figge` Bostrom, Cho Min-Kyung, Albin Nordqvist | Fredrik `Figge` Bostrom, Cho Min-Kyung, Albin Nordqvist | 4:13         |
| Общая длительность: | Общая длительность:        | Общая длительность: | Общая длительность:                                     | Общая длительность:                                     | 24:23        |

## Чарты
| Чарты (2019)            | Высшая позиция |
| ----------------------- | -------------- |
| Франция (SNEP)          | 76             |
| Япония (Oricon)         | 4              |
| Япония (Billboard)      | 10             |
| Польша (ZPAV)           | 22             |
| Республика Корея (Gaon) | 1              |
| США (Billboard)         | 9              |

### Итоговый чарт
| Чарты (2019)            | Позиция |
| ----------------------- | ------- |
| Республика Корея (Gaon) | 4       |

## Победы

### Музыкальные программы
| Программы                 | Дата              | Ссылка |
| ------------------------- | ----------------- | ------ |
| The Show (SBS MTV)        | 3 сентября, 2019  | [ 15 ] |
| The Show (SBS MTV)        | 10 сентября, 2019 | [ 16 ] |
| Show Champion (MBC Music] | 4 сентября, 2019  | [ 17 ] |
| Show Champion (MBC Music] | 18 сентября, 2019 | [ 18 ] |
| M Countdown (Mnet)        | 5 сентября, 2019  | [ 19 ] |
| M Countdown (Mnet)        | 12 сентября, 2019 |        |
| M Countdown (Mnet)        | 19 сентября, 2019 |        |
| Music Bank (KBS)          | 6 сентября, 2019  | [ 20 ] |
| Music Bank (KBS)          | 13 сентября, 2019 |        |
| Inkigayo (SBS)            | 8 сентября, 2019  | [ 21 ] |
| Inkigayo (SBS)            | 15 сентября, 2019 | [ 22 ] |